# Concetta Licata (serie di film)
Concetta Licata è una trilogia pornografica italiana, diretta da Mario Salieri tra il 1994 e il 1997.
La storia verte intorno alle vicende di Concetta Licata (interpretata da Selen), una ragazza che disgraziatamente assiste assieme al suo ragazzo, all'assassinio di due poliziotti da parte della Mafia che metterà sotto torchio i due malcapitati. La celebre saga rappresenta uno dei maggiori successi del cinema hard italiano.

## Produzione

### Cast
Per impersonare Concetta Licata venne scelta Selen nel ruolo della protagonista. La saga di Concetta Licata è contornata da un cast di pornodivi molto celebri negli anni novanta. Nel primo capitolo venne scritturato Ron Jeremy nel ruolo del rude direttore del carcere, che tiene sotto scacco le mogli dei detenuti, parte del cast è formato anche da Erika Bella, Dalila (quest'ultima presente in tutti i capitoli della trilogia), Dragixa e Kelly Trump.
Nel secondo capitolo prese parte al cast Anita Dark e l'attore e regista francese David Perry, mentre in Concetta Licata 3, il cast venne in gran parte cambiato e fu formato, fra le altre, da Anita Blond e Luana Borgia.

## Film

Concetta Licata durante una scena del secondo capitolo.

### Concetta Licata(1994)
Due fidanzati, Santino Lanzafame e Concetta Licata, assistono casualmente all'assassinio di due poliziotti che vengono uccisi dalla Mafia. I due decidono di non parlare con nessuno dell'accaduto, per paura di una ritorsione da parte dei malviventi. Santino viene quindi accusato dalla Polizia di furto d'auto, per incarcerare il malcapitato e costringerlo a parlare. Il direttore del carcere, un uomo sudicio e senza scrupoli, approfitta sessualmente di Concetta e delle altre mogli dei carcerati, torturando i mariti se queste si fossero rifiutate di concedersi, creando un circolo vizioso di abuso di potere.

### Concetta Licata 2(1995)
Ormai stanca dei soprusi, Concetta decide di collaborare con la giustizia rivelando l'accaduto di quella notte alla Polizia. La Mafia decide così di eliminarla, facendola avvicinare da un amico di Santino che dopo averla sedotta e fatta ubriacare, la violenta e la farà uccidere da un sicario. Svoltisi i funerali fra la folla commossa, le indagini sulla morte di Concetta vanno avanti.